# Saprosites arabicus
Saprosites arabicus är en skalbaggsart som beskrevs av Riccardo Pittino 1984. Saprosites arabicus ingår i släktet Saprosites och familjen Aphodiidae. Inga underarter finns listade i Catalogue of Life.